# Blažkov (Krásno nad Kysucou)
Blažkov je městská část města Krásno nad Kysucou v okrese Čadca od centra vzdálená přibližně 3-4 km na jihovýchod.
Rozlohou je to nejmenší městská část. Nachází se tu kaple z roku 1808, základní škola s mateřskou školou z roku 1914, autobusová zastávka Krásno nad Kysucou-Blažkov. V roce 1925 celou městskou část pohltil požár, který zničil školu a kapli, díky státu byla městská část obnovena a znovu se do něj začalo stahovat množství lidí. Zástavba je zkoncentrovaná na jediné, Žilinské, ulici (dlouhá 5 km), která vede až do sousední městské části Drozdov.

## Části
- Blažkov
- Michálkov